# 今日からやる会議
『今日からやる会議』（きょうからやるかいぎ）は、テレビ東京で放送されていたバラエティ番組。

## 概要
さらば青春の光とカミナリがテレビ東京を舞台に新たなビジネスの立ち上げに挑戦する番組。2組のギャラは開発したビジネスの成功報酬から支払われる。

## 出演者
- さらば青春の光（森田哲矢、東ブクロ）
- カミナリ（竹内まなぶ、石田たくみ）

## スタッフ
（4月25日放送回時点）
- 構成：北本かつら、辻健一、塚本翔太
- ナレーション：前田真理子
- AD：佐々木織恵、根本美沙希、古山凜
- AP：新沼真希、小川理絵、大島里菜
- ディレクター：持田謙二、大野剛史、田邉千夏、岡山薫
- 演出：広瀬陽一
- プロデューサー：太田勇、間宮由玲子、合田知弘→村田充範、安田太地
- 撮影：中村貴広、及川英俊
- 音声：須崎哲、明石未来
- 編集：望月武、清水稜矢
- MA：馬場亮輔
- 音効：堺慶史郎
- 制作協力：イカロス
- 制作：テレビ東京